# باولو ألميدا
باولو ألميدا (بالبرتغالية: Paulo Almeida‏) (20 أبريل 1981 في البرازيل - ) هو لاعب كرة قدم برازيلي في مركز الوسط. شارك مع منتخب البرازيل تحت 23 سنة لكرة القدم ومنتخب البرازيل لكرة القدم. أما مع النوادي، فقد لعب مع نادي أيه بي سي ونادي بنفيكا ونادي سانتوس ونادي صبا قم ونادي كوريتيبا ونادي كورينثيانز وإيتومبيارا سبورت ‏ وMixto Esporte Clube ‏ وRio Branco Football Club ‏ والنادي الرياضي بريميرو باسو فيتوريا دا كونكيستا وUnião Esporte Clube ‏ وGoianésia Esporte Clube ‏ وS.L. Benfica B ‏ ونادي ناوتيكو.

## وصلات خارجية
- باولو ألميدا على موقع الاتحاد الدولي (مؤرشف)  (الإنجليزية)
- باولو ألميدا على موقع قاعدة بيانات كرة القدم.إي يو (الإنجليزية)
- باولو ألميدا على موقع ناشيونال فوتبول تيمز (الإنجليزية)